# 13212 Jayleno
13212 Jayleno è un asteroide della fascia principale. Scoperto nel 1997, presenta un'orbita caratterizzata da un semiasse maggiore pari a 2,4750996 UA e da un'eccentricità di 0,1547912, inclinata di 3,28584° rispetto all'eclittica.